# Selecció de futbol d'Itàlia
La selecció de futbol d'Itàlia representa Itàlia a les competicions internacionals de futbol. És controlada per la Federació Italiana de Futbol.

## Competicions internacionals

### Copa del Món
Campions      Finalistes      Tercers      Quarts
Un requadre vermell indica que eren amfitrions del campionat.
| Historial a la Copa del Món | Historial a la Copa del Món | Historial a la Copa del Món | Historial a la Copa del Món | Historial a la Copa del Món | Historial a la Copa del Món | Historial a la Copa del Món | Historial a la Copa del Món | Historial a la Copa del Món |
| Edició                      | Ronda                       | Posició                     | PJ                          | PG                          | PE                          | PP                          | GF                          | GC                          |
| --------------------------- | --------------------------- | --------------------------- | --------------------------- | --------------------------- | --------------------------- | --------------------------- | --------------------------- | --------------------------- |
| 1930                        | No hi participà             | No hi participà             | No hi participà             | No hi participà             | No hi participà             | No hi participà             | No hi participà             | No hi participà             |
| 1934                        | Campions                    | 1s                          | 5                           | 4                           | 1                           | 0                           | 12                          | 3                           |
| 1938                        | Campions                    | 1s                          | 4                           | 4                           | 0                           | 0                           | 11                          | 5                           |
| 1950                        | Primera ronda               | 7s                          | 2                           | 1                           | 0                           | 1                           | 4                           | 3                           |
| 1954                        | Primera ronda               | 10s                         | 3                           | 1                           | 0                           | 2                           | 6                           | 7                           |
| 1958                        | No es classificà            | No es classificà            | No es classificà            | No es classificà            | No es classificà            | No es classificà            | No es classificà            | No es classificà            |
| 1962                        | Primera ronda               | 9s                          | 3                           | 1                           | 1                           | 1                           | 3                           | 2                           |
| 1966                        | Primera ronda               | 9s                          | 3                           | 1                           | 0                           | 2                           | 2                           | 2                           |
| 1970                        | Finalistes                  | 2s                          | 6                           | 3                           | 2                           | 1                           | 10                          | 8                           |
| 1974                        | Primera ronda               | 10s                         | 3                           | 1                           | 1                           | 1                           | 5                           | 4                           |
| 1978                        | Quart lloc                  | 4s                          | 7                           | 4                           | 1                           | 2                           | 9                           | 6                           |
| 1982                        | Campions                    | 1s                          | 7                           | 4                           | 3                           | 0                           | 12                          | 6                           |
| 1986                        | Segona ronda                | 12s                         | 4                           | 1                           | 2                           | 1                           | 5                           | 6                           |
| 1990                        | Tercer lloc                 | 3s                          | 7                           | 6                           | 1                           | 0                           | 10                          | 2                           |
| 1994                        | Finalistes                  | 2s                          | 7                           | 4                           | 2                           | 1                           | 8                           | 5                           |
| 1998                        | Quarts de final             | 5s                          | 5                           | 3                           | 2                           | 0                           | 8                           | 3                           |
| 2002                        | Vuitens de final            | 15s                         | 4                           | 1                           | 1                           | 2                           | 5                           | 5                           |
| 2006                        | Campions                    | 1s                          | 7                           | 5                           | 2                           | 0                           | 12                          | 2                           |
| 2010                        | Primera fase                | 26s                         | 3                           | 0                           | 2                           | 1                           | 4                           | 5                           |
| 2014                        | Primera fase                | 22s                         | 3                           | 1                           | 0                           | 2                           | 2                           | 3                           |
| 2018                        | No es classificà            | No es classificà            | No es classificà            | No es classificà            | No es classificà            | No es classificà            | No es classificà            | No es classificà            |
| 2022                        | No es classificà            | No es classificà            | No es classificà            | No es classificà            | No es classificà            | No es classificà            | No es classificà            | No es classificà            |
| 2026                        | Pendent                     | Pendent                     | Pendent                     | Pendent                     | Pendent                     | Pendent                     | Pendent                     | Pendent                     |
| 2030                        | Pendent                     | Pendent                     | Pendent                     | Pendent                     | Pendent                     | Pendent                     | Pendent                     | Pendent                     |
| 2034                        | Pendent                     | Pendent                     | Pendent                     | Pendent                     | Pendent                     | Pendent                     | Pendent                     | Pendent                     |
| Total                       | 4 Títols                    | 4 Títols                    | 83                          | 45                          | 21                          | 17                          | 128                         | 77                          |

### Campionat d'Europa
| Campionat | Ronda            | Posició          | PJ               | PG               | PE               | PP               | GF               | GC               |
| --------- | ---------------- | ---------------- | ---------------- | ---------------- | ---------------- | ---------------- | ---------------- | ---------------- |
| 1960      | No hi participà  | No hi participà  | No hi participà  | No hi participà  | No hi participà  | No hi participà  | No hi participà  | No hi participà  |
| 1964      | No es classificà | No es classificà | No es classificà | No es classificà | No es classificà | No es classificà | No es classificà | No es classificà |
| 1968      | Campions         | 1s               | 3                | 1                | 2                | 0                | 3                | 1                |
| 1972      | No es classificà | No es classificà | No es classificà | No es classificà | No es classificà | No es classificà | No es classificà | No es classificà |
| 1976      | No es classificà | No es classificà | No es classificà | No es classificà | No es classificà | No es classificà | No es classificà | No es classificà |
| 1980      | Quarts           | 4s               | 4                | 1                | 3                | 0                | 2                | 1                |
| 1984      | No es classificà | No es classificà | No es classificà | No es classificà | No es classificà | No es classificà | No es classificà | No es classificà |
| 1988      | Semifinals       | 3s               | 4                | 2                | 1                | 1                | 4                | 3                |
| 1992      | No es classificà | No es classificà | No es classificà | No es classificà | No es classificà | No es classificà | No es classificà | No es classificà |
| 1996      | Primera ronda    | 10s              | 3                | 1                | 1                | 1                | 3                | 3                |
| 2000      | Finalistes       | 2s               | 6                | 4                | 1                | 1                | 9                | 4                |
| 2004      | Primera ronda    | 9s               | 3                | 1                | 2                | 0                | 3                | 2                |
| 2008      | Quarts de final  | 8s               | 4                | 1                | 2                | 1                | 3                | 4                |
| 2012      | Finalistes       | 2s               | 6                | 2                | 3                | 1                | 6                | 7                |
| 2016      | Quarts de final  | 5s               | 5                | 3                | 1                | 1                | 6                | 2                |
| 2020      | Campions         | 1s               | 7                | 5                | 2                | 0                | 13               | 4                |
| 2024      | Vuitens de final |                  | 4                | 1                | 1                | 2                | 3                | 5                |
| Total     | 2 Títols         | 11/17            | 42               | 17               | 17               | 8                | 55               | 36               |

### Copa de Confederacions
| Campionat | Ronda                             | Posició                           | PJ                                | PG                                | PE                                | PP                                | GF                                | GC                                |
| --------- | --------------------------------- | --------------------------------- | --------------------------------- | --------------------------------- | --------------------------------- | --------------------------------- | --------------------------------- | --------------------------------- |
| 1992      | No hi participà cap equip europeu | No hi participà cap equip europeu | No hi participà cap equip europeu | No hi participà cap equip europeu | No hi participà cap equip europeu | No hi participà cap equip europeu | No hi participà cap equip europeu | No hi participà cap equip europeu |
| 1995      | No es classificà                  | No es classificà                  | No es classificà                  | No es classificà                  | No es classificà                  | No es classificà                  | No es classificà                  | No es classificà                  |
| 1997      | No es classificà                  | No es classificà                  | No es classificà                  | No es classificà                  | No es classificà                  | No es classificà                  | No es classificà                  | No es classificà                  |
| 1999      | No es classificà                  | No es classificà                  | No es classificà                  | No es classificà                  | No es classificà                  | No es classificà                  | No es classificà                  | No es classificà                  |
| 2001      | No es classificà                  | No es classificà                  | No es classificà                  | No es classificà                  | No es classificà                  | No es classificà                  | No es classificà                  | No es classificà                  |
| 2003      | No es classificà                  | No es classificà                  | No es classificà                  | No es classificà                  | No es classificà                  | No es classificà                  | No es classificà                  | No es classificà                  |
| 2005      | No es classificà                  | No es classificà                  | No es classificà                  | No es classificà                  | No es classificà                  | No es classificà                  | No es classificà                  | No es classificà                  |
| 2009      | Primera fase                      | 5s                                | 3                                 | 1                                 | 0                                 | 2                                 | 3                                 | 5                                 |
| 2013      | Tercers                           | 3s                                | 5                                 | 2                                 | 2                                 | 1                                 | 10                                | 10                                |
| 2017      | No es classificà                  | No es classificà                  | No es classificà                  | No es classificà                  | No es classificà                  | No es classificà                  | No es classificà                  | No es classificà                  |
| Total     | Tercer lloc                       | 2/10                              | 8                                 | 3                                 | 2                                 | 3                                 | 13                                | 15                                |

## Palmarès
- Copa del Món de futbol: (4) (1934, 1938, 1982, 2006)
- Campionat d'Europa de futbol: (2) (1968, 2020)
- Jocs Olímpics: (1) (1936)
- Campionat de Centre Europa de futbol: (2) (1927-30; 1933-35)
- Copa del Món Militar de futbol: (8) (1950, 1951, 1956, 1959, 1973, 1987, 1989, 1991)

## Entrenadors
- Comissió Tècnica (1910-1912)
- Vittorio Pozzo (1912)
- Comissió Tècnica (1912–1924)
- Vittorio Pozzo (1924)
- Comissió Tècnica (1924–1925)
- Augusto Rangone (1925-1928)
- Carlo Carcano (1928–1929)
- Vittorio Pozzo (1929-1948)
- Ferruccio Novo  (1949-1950)
- Comissió Tècnica (1951)
- Carlino Beretta (1952-1953)
- Comissió Tècnica (1953–1959)
- Giuseppe Viani (1960)
- Giovanni Ferrari (1960–1961)

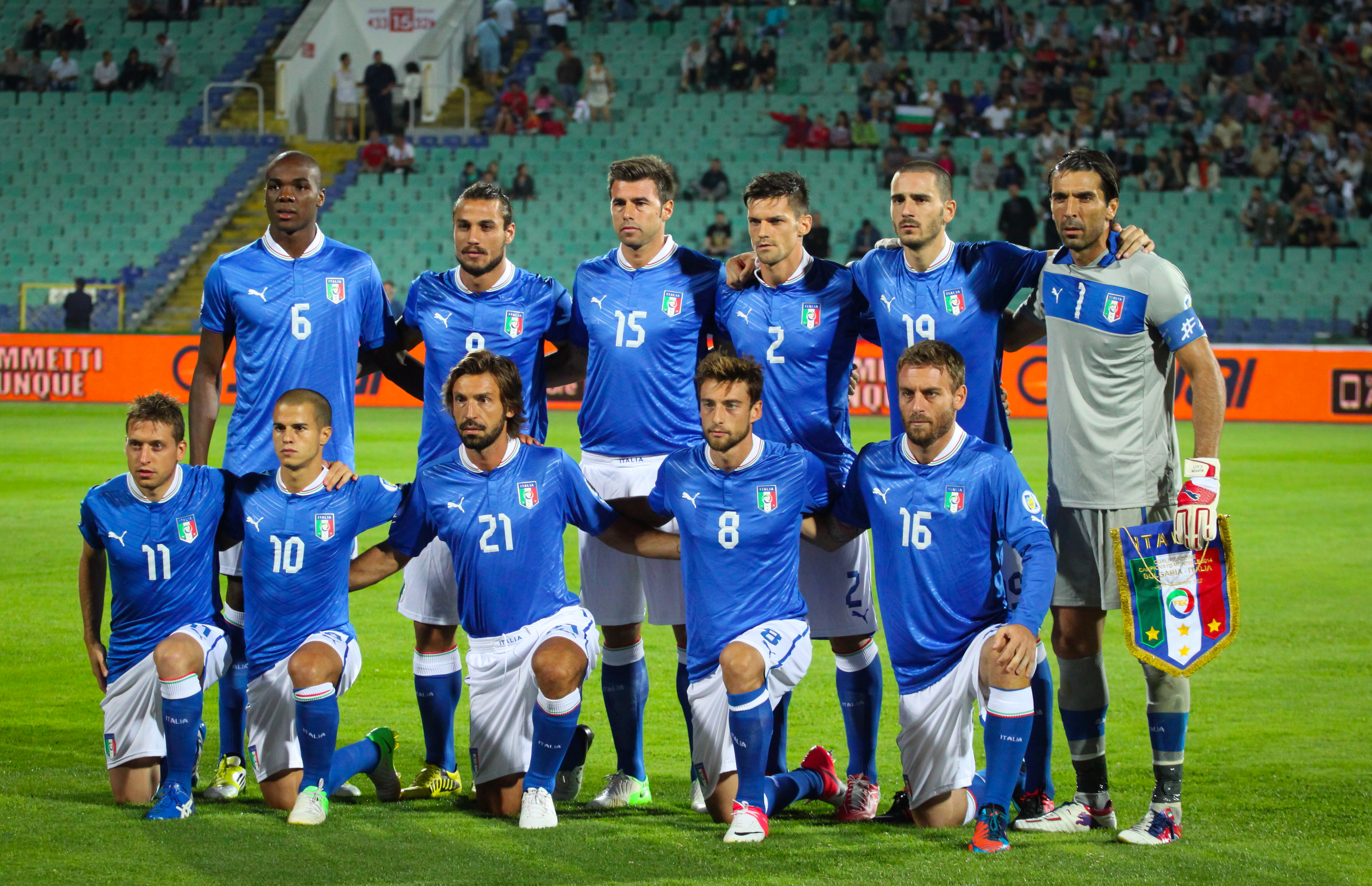
La selecció de futbol d'Itàlia, el 2012

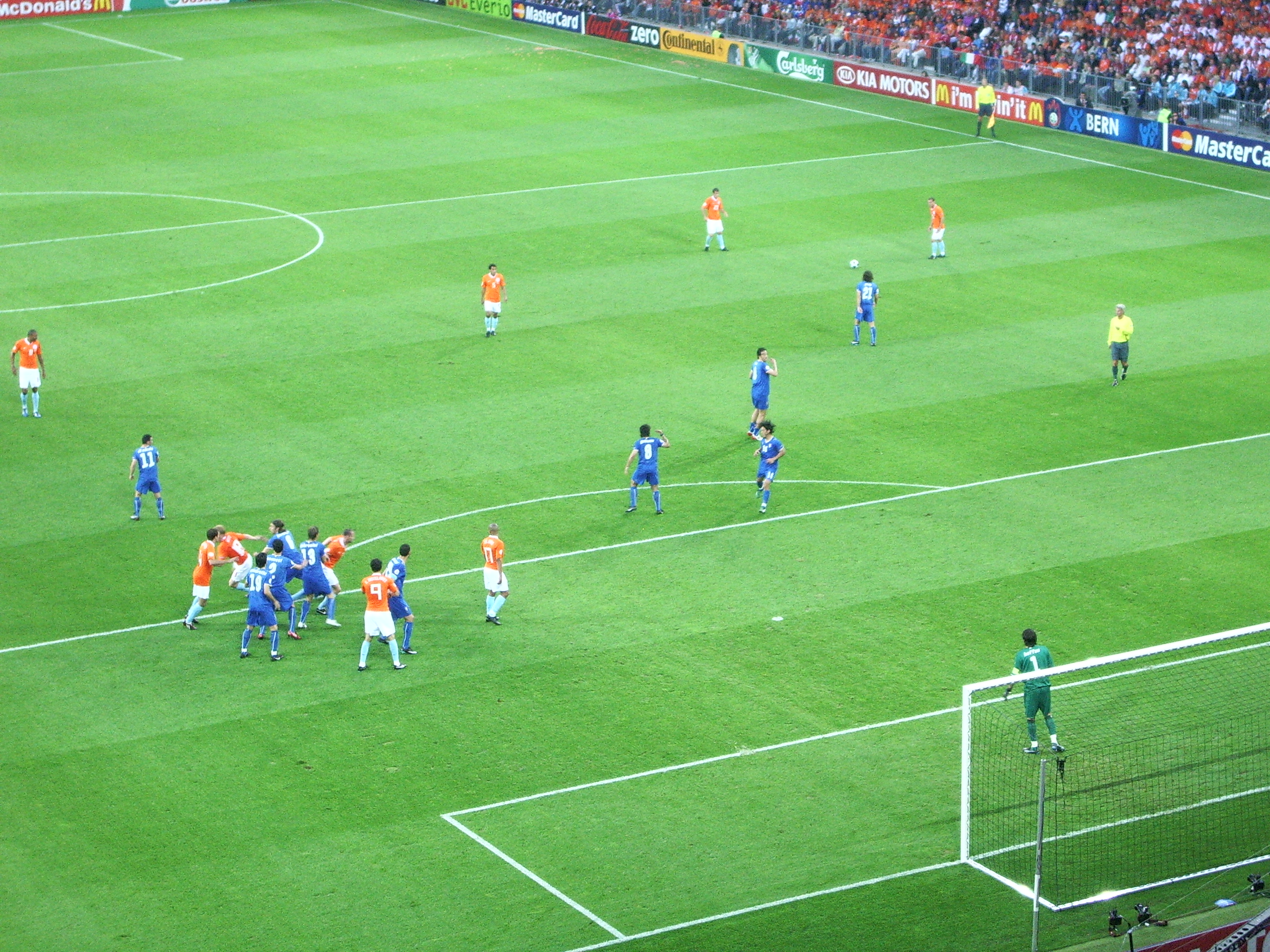
Imatge del partit Països Baixos-Itàlia de l'Eurocopa 2008.

- Giovanni Ferrari i Paolo Mazza (1962)
- Edmondo Fabbri (1962-1966)
- Helenio Herrera i Ferruccio Valcareggi (1966–1967)
- Ferruccio Valcareggi (1967-1974)
- Fulvio Bernardini (1974–1975)
- Enzo Bearzot (1975-1986)
- Azeglio Vicini (1986-1991)
- Arrigo Sacchi (1991-1996)
- Cesare Maldini (1997-1998)
- Dino Zoff (1998-2000)
- Giovanni Trapattoni (2000-2004)
- Marcello Lippi (2004-2006)
- Roberto Donadoni (2006-2008)
- Marcello Lippi (2008-2010)
- Cesare Prandelli (2010-2014)
- Antonio Conte (2014-2016)
- Gian Piero Ventura (2016–2017)
- Roberto Mancini (2018–2023)
- Luciano Spalletti (2023–)